# Тодор Милев (революционер)
Вижте пояснителната страница за други личности с името Тодор Милев.
Тодор Милев или Мильов е български революционер, деец на ранното националноосвободително движение в Македония.

## Биография
Милев е роден е роден в Скопие, Османската империя. Развива активна дейност около протестите на македонските българи против решенията на Берлинския конгрес в 1878 година. След това участва в революционен комитет в Скопие. Заловен от властите, Милев е осъден на заточение в Мала Азия, където и умира в 1880 година.